# Yermenonville
Yermenonville ist eine französische Gemeinde mit 624 Einwohnern (Stand: 1. Januar 2022) im Département Eure-et-Loir in der Region Centre-Val de Loire. Sie gehört zum Arrondissement Chartres und zum Gemeindeverband Portes Euréliennes d’Île-de-France.

## Geografie
Die Gemeinde Yermenonville liegt am Unterlauf der Voise kurz vor deren Mündung in die Eure, etwa 18 Kilometer nordöstlich  von Chartres. Zur Gemeinde gehört das Dorf Boigneville Umgeben wird Yermenonville von den Nachbargemeinden Houx im Norden, Gas im Osten, Bailleau-Armenonville im Süden, Saint-Piat im Südwesten sowie Mévoisins im Westen.

## Bevölkerungsentwicklung
| Jahr      | 1962 | 1968 | 1975 | 1982 | 1990 | 1999 | 2006 | 2015 | 2022 |
| Einwohner | 230  | 240  | 262  | 401  | 492  | 511  | 577  | 590  | 624  |

Im Jahr 1800 wurde mit 3422 Bewohnern die bisher höchste Einwohnerzahl ermittelt. Die Zahlen basieren auf den Daten von cassini.ehess und INSEE.

## Sehenswürdigkeiten
- Kirche Saint-Martin
- Dolmen de la Pierre Fritte
- Wassermühle (Moulin des Grès)
- Wasserschloss im Ortsteil Boigneville
- Kapelle in Boigneville

## Wirtschaft und Infrastruktur
In der Gemeinde Yermenonville sind sieben Landwirtschaftsbetriebe ansässig (Anbau von Getreide, Hülsenfrüchten und Ölsaaten).
Yermenonville liegt an der Hauptstraße D 18 von Maintenon nach Le Gué-de-Longroi. Im 18 Kilometer entfernten Chartres besteht ein Anschluss an die Autoroute A 11. Der Bahnhof im sieben Kilometer entfernten Maintenon liegt an der Bahnlinie von Chartres nach Paris.

## Persönlichkeiten

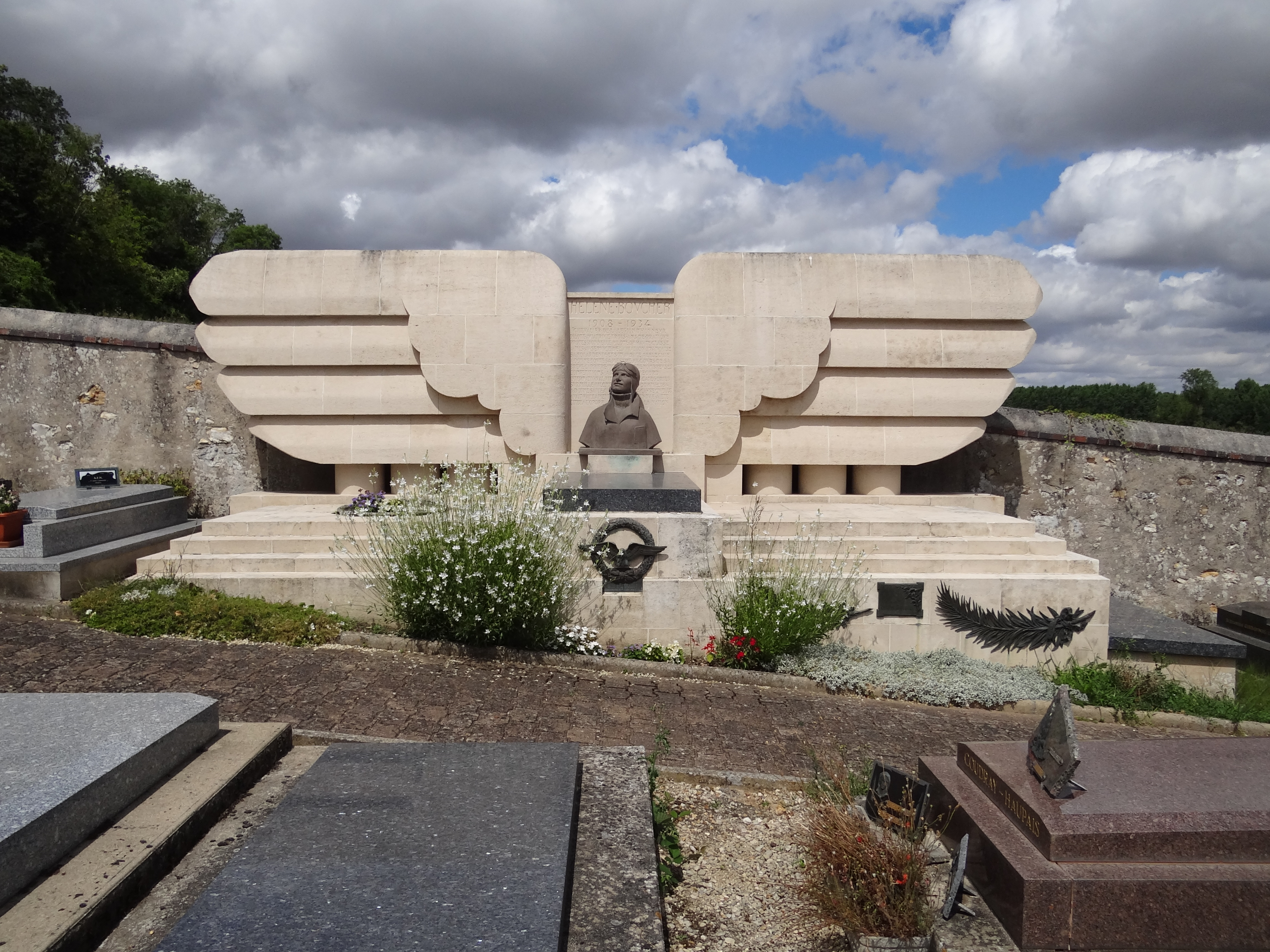
Grabmal von Hélene Boucher

- Hélène Boucher (1908–1934), eine der bekanntesten Pilotinnen des frühen 20. Jahrhunderts, liegt in Yermenonville begraben. Im Ortsteil Boigneville ist eine Straße nach ihr benannt.

## Belege
1. ↑  Yermenonville auf cassini.ehess
2. ↑  Yermenonville auf INSEE
3. ↑  Landwirtschaftsbetriebe auf annuaire-mairie.fr (französisch)